# Gránulo azurofílico
Un gránulo azurofílico es un objeto celular fácilmente teñible con una tinción de Romanowsky. 
En los leucocitos (glóbulos blancos) y la hipercromatina, la tinción imparte una coloración burdeos, borgoña o merlot. Los azurófilos pueden contener mieloperoxidasa, fosfolipasa A2, hidrolasas ácidas, elastasa, defensinas, serina proteasas neutras, proteína bactericida/aumentadora de permeabilidad, lisozima, catepsina G, proteinasa 3 y proteoglicanos.
Los neutrófilos en particular son conocidos por contener azurófilos cargados con una amplia variedad de defensinas antimicrobianas que se fusionan con las vacuolas fagocíticas. 
Los gránulos azurofílicos o azurófilos también se conocen como "gránulos primarios".

## Reptiles
Además, el término "azurófilos" puede referirse a un tipo único de células, identificado solo en reptiles. Estas células son similares en tamaño a los llamados heterófilos, con abundante citoplasma que es de granular fino a grueso y a veces puede contener vacuolas. Los gránulos pueden impartir un tono violáceo al citoplasma, particularmente a la región externa. Ocasionalmente, se observan azurófilos con citoplasma vacuolado.